# Pettorazza Grimani
Pettorazza Grimani é uma comuna italiana da região do Vêneto, província de Rovigo, com cerca de 1.718 habitantes. Estende-se por uma área de 21 km², tendo uma densidade populacional de 82 hab/km². Faz fronteira com Adria, Cavarzere (VE), San Martino di Venezze.

## Demografia
| Variação demográfica do município entre 1861 e 2011                               |
|                                                                                   |
| Fonte: Istituto Nazionale di Statistica (ISTAT) - Elaboração gráfica da Wikipedia |